# Beers (Noord-Brabant)
Beers (Brabants: Bèèrs, Baers) is een dorp  in de Nederlandse gemeente Land van Cuijk, in het noordoosten van de provincie Noord-Brabant dicht bij linkeroever van de Maas.
Tevens is Beers de naam van een voormalige gemeente in Noord-Brabant die bestaan heeft van 1814 tot 1994.
Op 1 januari 2023 telde het dorp 1.775 inwoners, verdeeld over 731 woningen, met een gemiddelde WOZ-waarde van € 397.000, op een oppervlakte van 13,38 km².

## Toponymie
De naam Beers is misschien afgeleid van bere of baren, wat modder of zooi kan betekenen (cf. beerput). Dat zou wijzen op zijn ligging aan de modderige Beerse Overlaat en Beerse Maas.

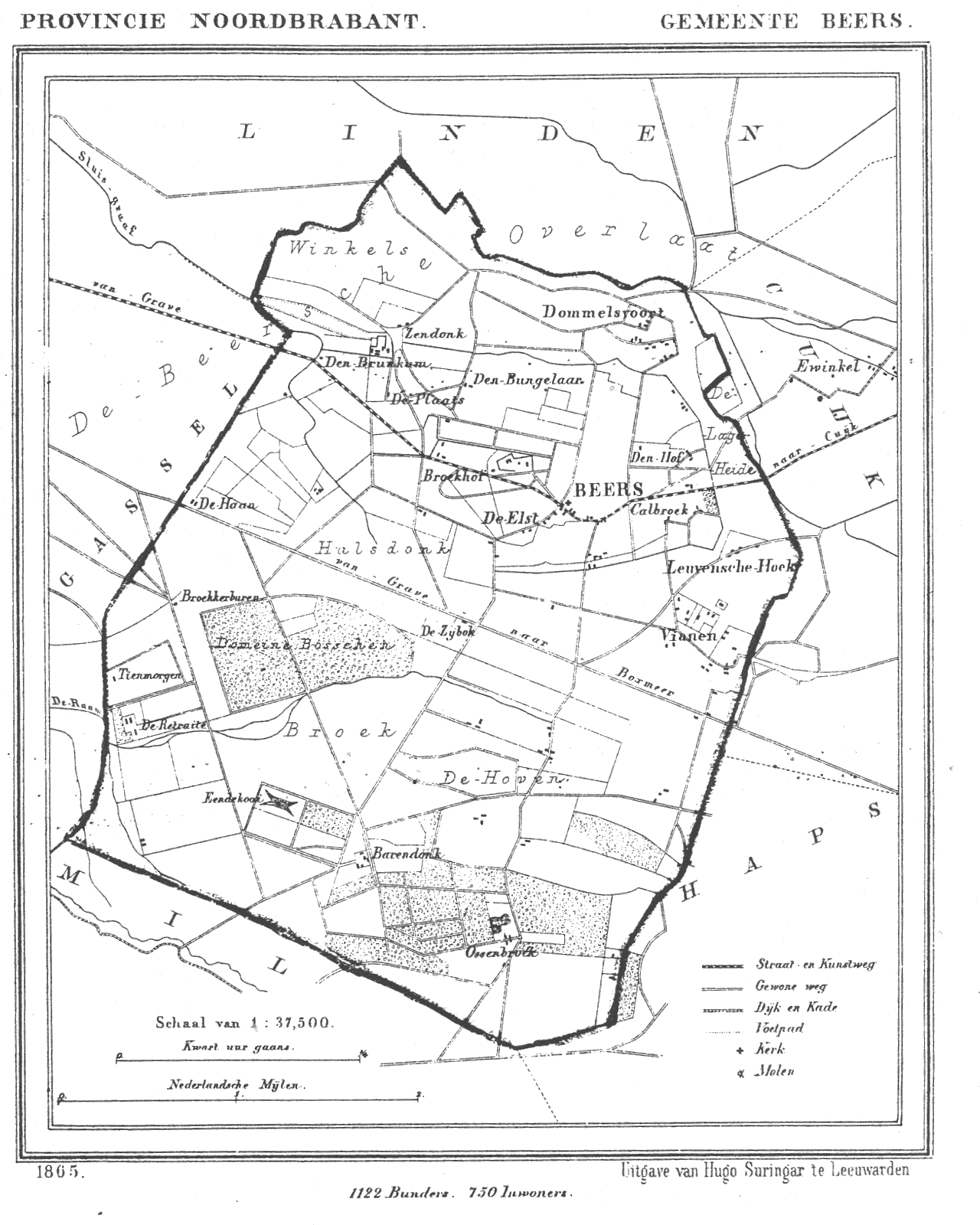
gemeente Beers in 1865

## Geschiedenis

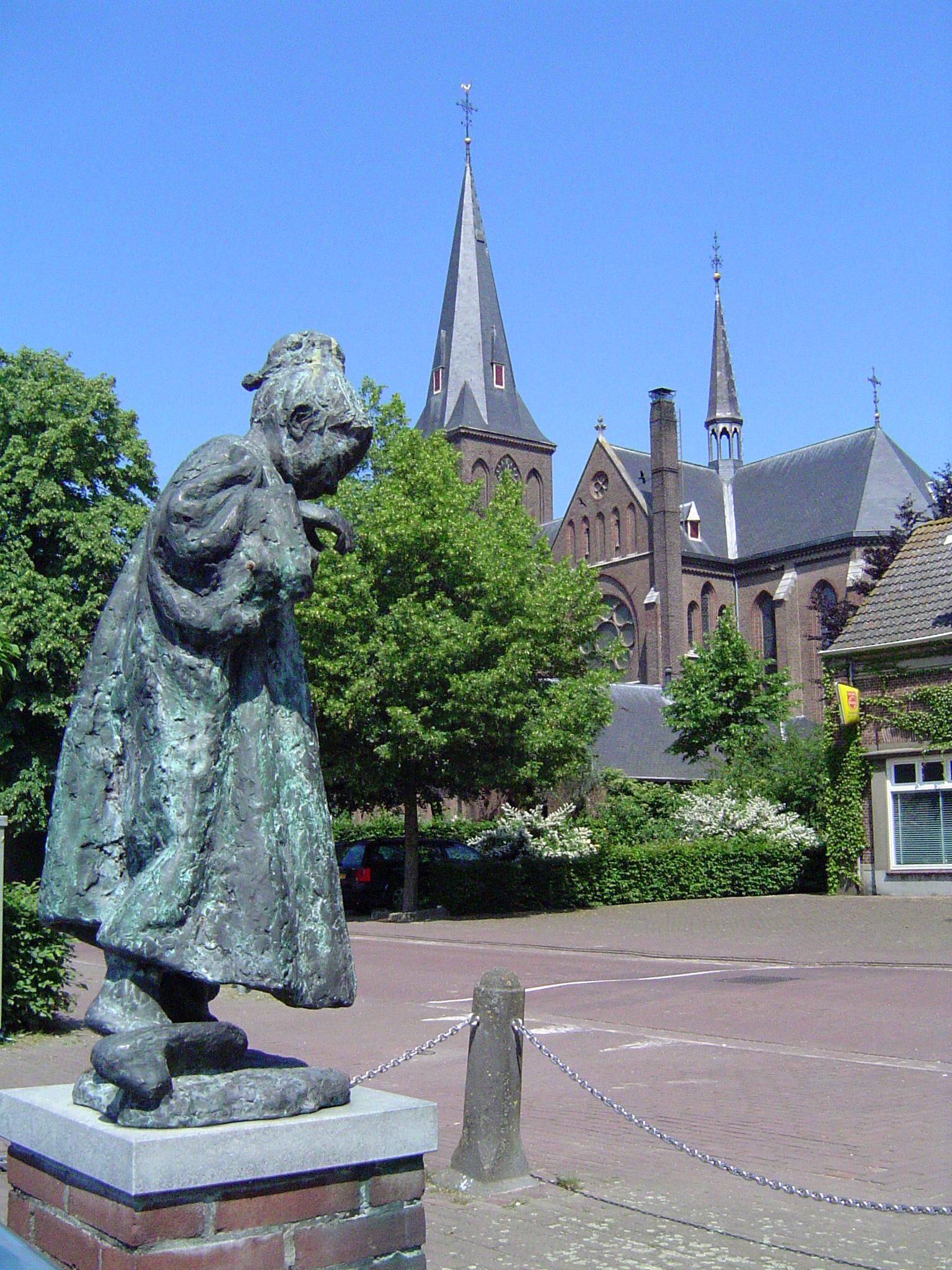
Beers, kerk en beeld met kind verkleed als oma

Beers wordt voor de eerste keer vermeld in een document dat tussen 1050 en 1200 is geschreven. Hierin wordt gesproken van Berse. De familie Van Beerse was leenman van de Heer van Cuijk, aangezien Beers tot het Land van Cuijk behoorde. Deze leenman beschikte weliswaar over een omgracht kasteeltje, De Broekhof genaamd, doch dit was niet veel meer dan een grote hoeve. Beers was geen aparte heerlijkheid.
Het dorp Beers had reeds in 1308 een eigen schepenbank. 
Rond 1814, aan het eind van de Franse tijd en bij de oprichting van het Koninkrijk der Nederlanden, werd Beers een onafhankelijke gemeente. In 1942 werden Groot-Linden en Gassel bij de gemeente Beers ingelijfd. In 1994 werd de gemeente Beers opgeheven. Gassel werd bij de gemeente Grave gevoegd, terwijl Beers en Groot-Linden (tegenwoordig Linden) werden ingelijfd bij de gemeente Cuijk en Sint Agatha, die bij deze gelegenheid de naam gemeente Cuijk aannam. In 2022 zijn de gemeenten Cuijk en Grave opgegaan in een nieuwe gemeente; Land van Cuijk.
Het dorp heeft altijd geleefd van landbouw en veeteelt, en in 1949 werd er hier voor het eerst in Nederland kunstmatige inseminatie toegepast en een KI-station opgericht. Een museum herinnert hieraan.

## De parochie

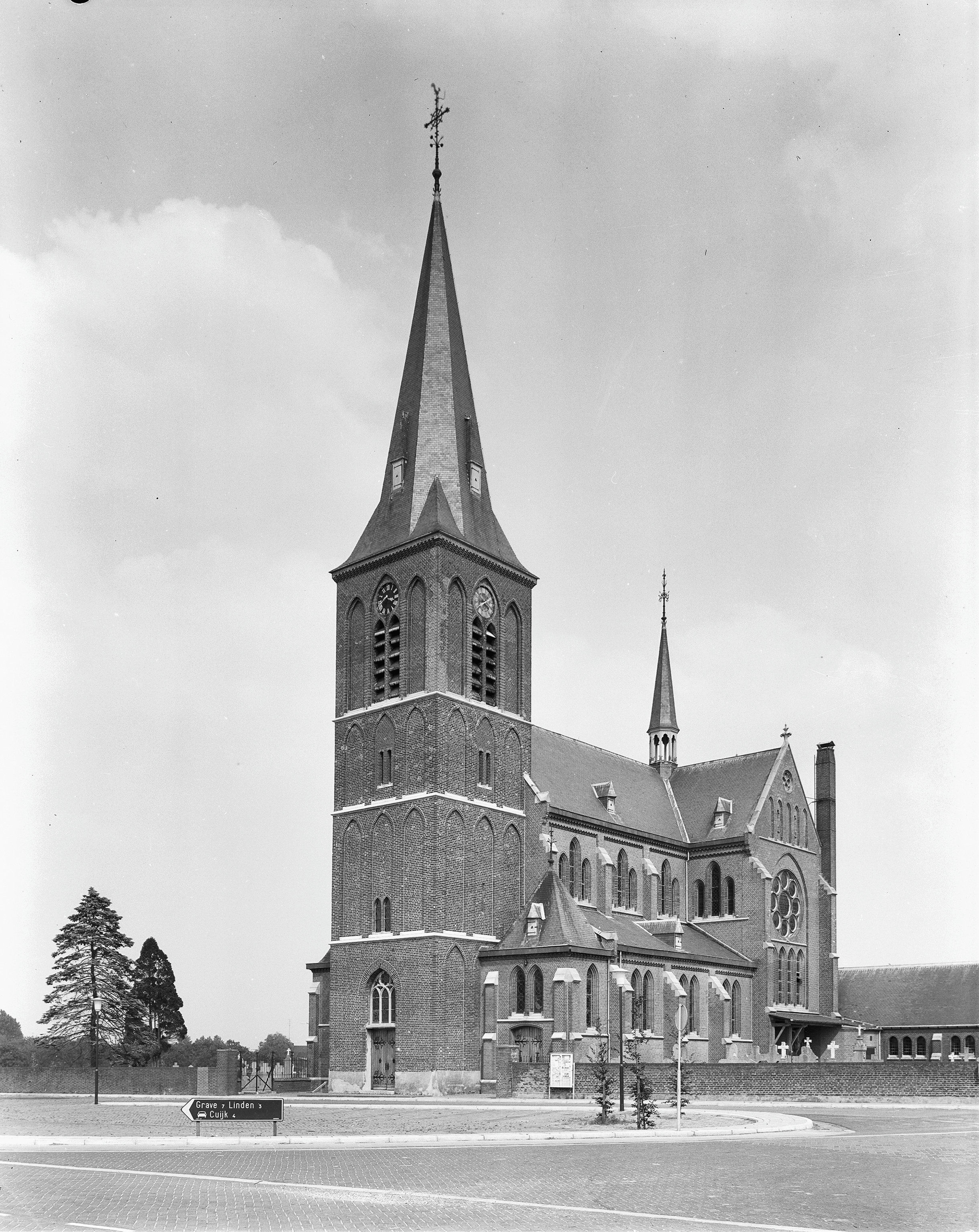
Sint-Lambertuskerk (1968)

Beers was een onafhankelijke parochie onder het dekenaat Cuijk met een middeleeuwse kerk uit de 15e eeuw, gewijd aan de Heilige Lambertus. De parochie kende een broederschap, Sint-Jan de Doper en Sint-Antonius, die uitsluitend religieus van aard was. Hieruit is het Sint-Antoniusgilde voortgekomen, een schuttersgilde dat bestaat sinds ongeveer 1700, maar dat van de Franse tijd tot 1895 slapende was, waarna het weer heropgericht is.
Nadat de kerk in 1648 genaast was door de hervormden, kregen de katholieken in 1801 hun kerk weer terug. Deze kerk was echter in verwaarloosde staat en vereiste tal van reparaties. Er werd een nieuwe, neogotische kruisbasiliek gebouwd, waarvan Caspar Franssen de architect was. Deze werd in 1891 ingewijd. Het interieur toont muurschilderingen, gebrandschilderde ramen, een kruisweg en een Smits-orgel.
De 15e-eeuwse toren is bij de sloop van de middeleeuwse kerk bewaard gebleven. Ze heeft geen steunberen en telt drie geledingen die met spitsboognissen zijn versierd. De toren werd verhoogd en kreeg een nieuwe spits.
Op het kerkhof zijn een aantal historische graven, een piëta en een calvariegroep te vinden die, evenals de kerk, als Rijksmonument zijn geklasseerd.

## Overige bezienswaardigheden
- Sint-Lambertuskerk, 19e-eeuwse kruisbasiliek met 15e-eeuwse kerktoren
- Molen De Hoop, de romp van een in 1850 gebouwde ronde stenen molen van het type stellingmolen.

## Musea
Het Nationaal Veeteeltmuseum is gevestigd in het oude K.I.-station, het eerste in Nederland. De verzameling bestrijkt het totale gebied van veeteelt, vooral met betrekking tot runderen, paarden en varkens, en heeft een grote collectie instrumenten die gebruikt werden en worden bij kunstmatige inseminatie.

## Beerse Overlaat
In 1922 werd tussen Linden en Gassel een verlaagd dijkvak geïnstalleerd, de Beerse Overlaat. Dit was een veiligheidsmaatregel om de frequente overstromingen van de Maas te regulariseren. Voordien liep de Beerse Maas door de bedding van de Overlaat. De overlaat moest bij hoog water het teveel van de Maas aan de kant van de linkeroever omleiden door de inundatiezone van het gebied de Maaskant naar de Maas ten noorden van 's-Hertogenbosch. Deze inundatiezone werd vroeger Beerse Maas en nu veelal Traverse van de Beerse Overlaat genoemd. De Beerse Overlaat is in 1942 gesloten.
Er is thans een studie gaande of de Beerse Overlaat mogelijk weer geopend kan worden.

## Natuur en landschap
Beers wordt omringd door landbouwgebied. Naar het noorden toe wordt de invloed van de Beerse Maas merkbaar. Hier zijn nog enkele stukjes broekbos te vinden. Een groot deel van het gebied ten noorden van Beers is sinds de jaren 60 van de 20e eeuw vergraven tot de Kraaijenbergse Plassen.
Vooral ten zuiden van de Graafse Dijk treft men een complex van landgoederen aan waarvan Ossenbroek het grootste is. Ook het landgoed Hiersenhof, waar Jan de Quay heeft gewoond, ligt daar.

## Toerisme
In grote delen van eerste stuk van de Traverse van de Beerse Overlaat, tussen Linden en Beers, wordt zand gewonnen. Deze zandafgravingen laten grote plassen achter, negen in totaal, die het dorp Linden bijna geheel omsluiten. Het watertoerisme op deze Kraaijenbergse Plassen is voor Beers en Linden een belangrijke economische troef. Er zijn tientallen strandjes en ook een aantal jachthavens te vinden. De Kraaijenbergse plassen worden vaak kortweg 'de Kraaij' genoemd. Tien jaar geleden was dit water slechts een kleine uitloper van de Maas. Men geloofde toen niet dat de Kraaij ooit Beers zou bereiken, maar inmiddels ligt het dorp aan het water. De Kraaij wordt steeds verder uitgebreid en er bestaan plannen om het in de toekomst te verbinden met de Heeswijkse Plas.
Beers is een boerendorp. Veel mensen brengen hun vakantie in Beers door op een boerderij met camping. Wat de toeristen aantrekt zijn de plassen, de uitgestrekte velden en de enkele bossen die hier in de omgeving te vinden zijn.

## Verenigingen
| Sport  | Faciliteiten     | Vereniging               |
| ------ | ---------------- | ------------------------ |
| Tennis | 4 kunstgrasbanen | Tennisvereniging Oeffelt |
| Tennis | 1 minibaan       | Tennisvereniging Oeffelt |

- Biljartvereniging Het Opstootje
- Gymnastiek- en turnclub T.O.N.
- Rijvereniging De Lindanusruiters
- Schutterij Sint Anthoniusgilde Beers (opgericht in 1403)
- Tennisvereniging Play Back (opgericht in 1976)[5]
- Visserskoor Beers (opgericht in 1998)[6]
- Voetbalvereniging HBV (HerBoren Vios) (opgericht in 1913 als B.V.V.; Beerse Voetbalvereniging, in 1919 heropgericht als VIOS; Vooruitgang Is Ons Streven, in 1943 omgedoopt tot H.B.V.)[6]
- Volleybalvereniging VC Volt (opgericht in 2016, vanuit een fusie tussen Energo uit Beers, Shock '82 uit Cuijk en Dynamo uit Grave)
- Vrouwenvereniging Vrouwenbeweging VroBe Beers

Voormalige verenigingen
- Badmintonclub (opgericht in 2001, opgeheven in ??)[6]
- Volleybalvereniging Energo (opgericht in 1958, gefuseerd in 2016 met Shock '82 uit Cuijk en Dynamo uit Grave tot VC Volt)

## Bekende Beersenaren
- Jan de Quay (1901-1985), politicus (premier van 1959 tot 1963), woonde en stierf te Beers
- Jozef van den Berg (1949-2023), poppenspeler, acteur en kluizenaar
- Elke Wijnhoven (1981), volleyballster en oranje international

## Nabijgelegen kernen
Gassel, Mill, Vianen, Cuijk, Linden

## Galerij

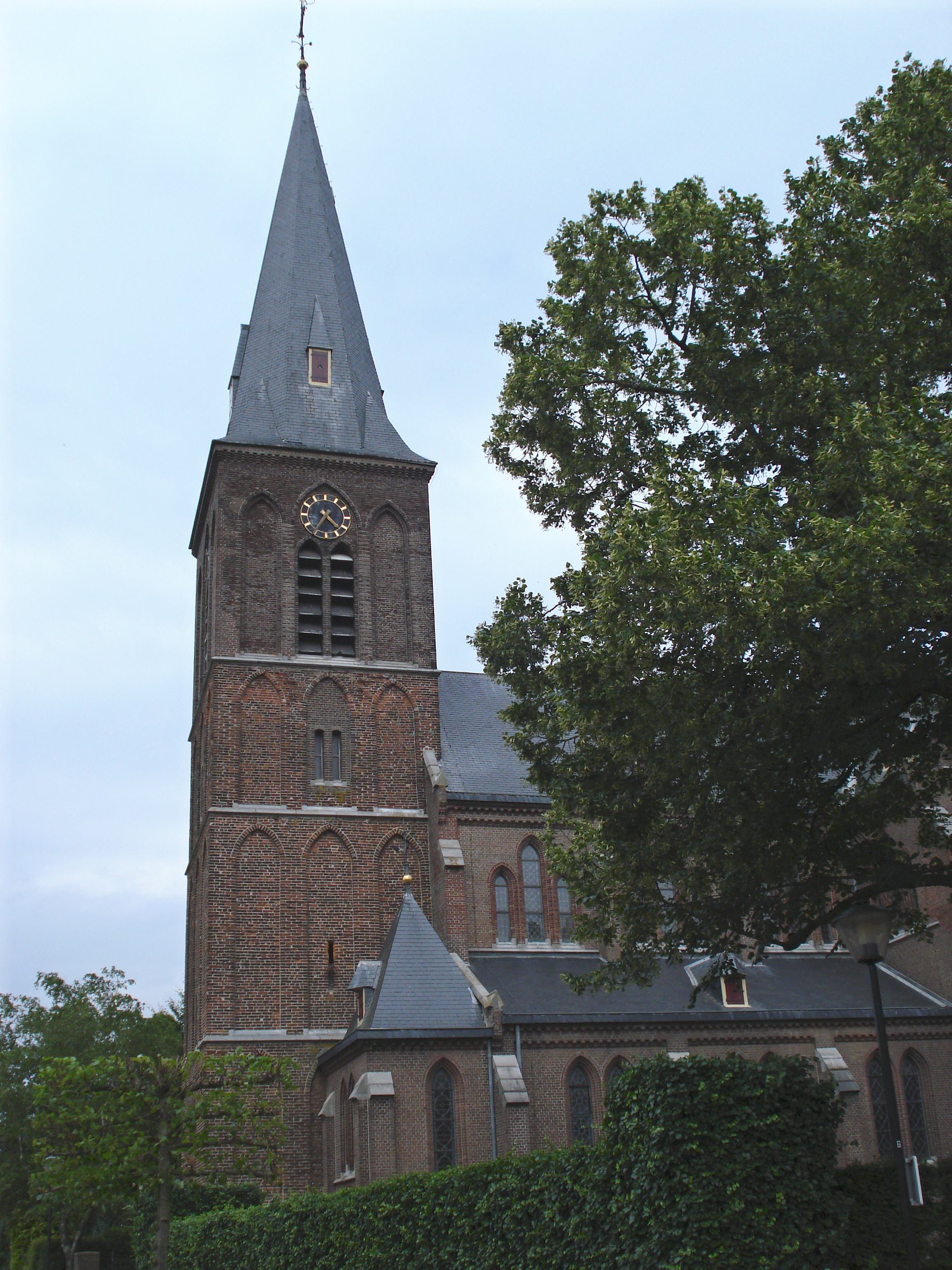
Sint Lambertuskerk
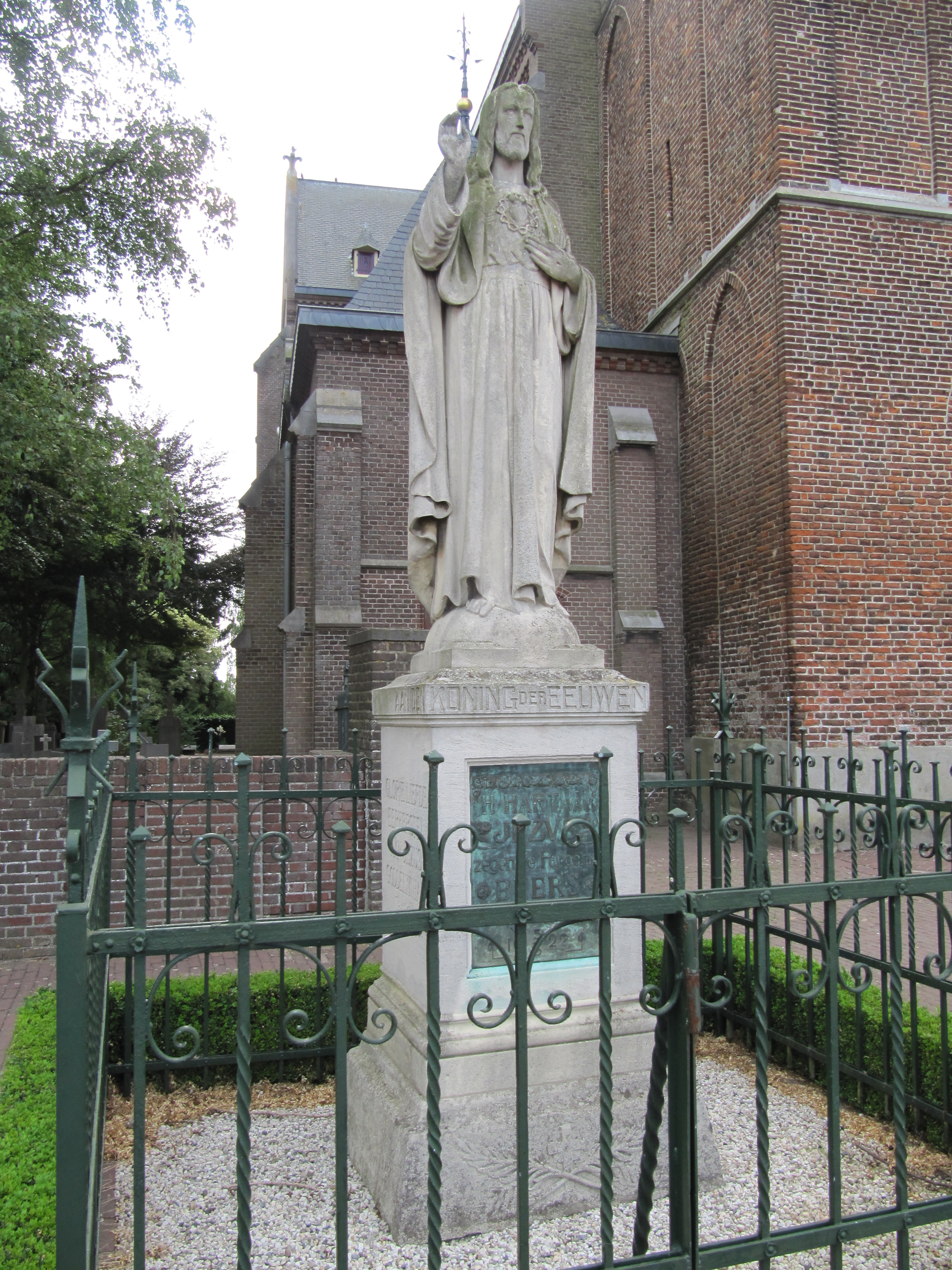
Christus beeld bij de kerk
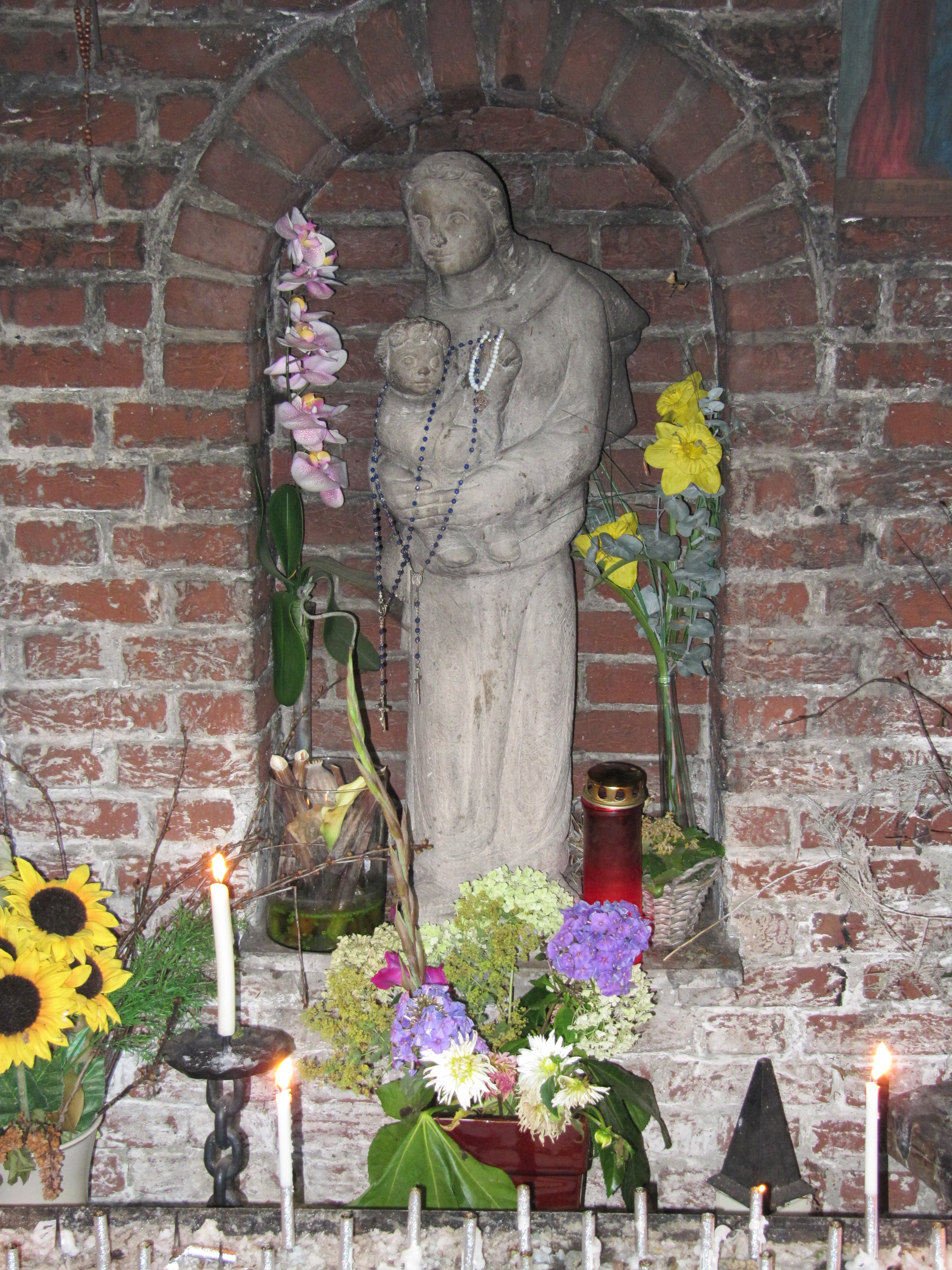
Maria met kind in kapel Hiersenhof
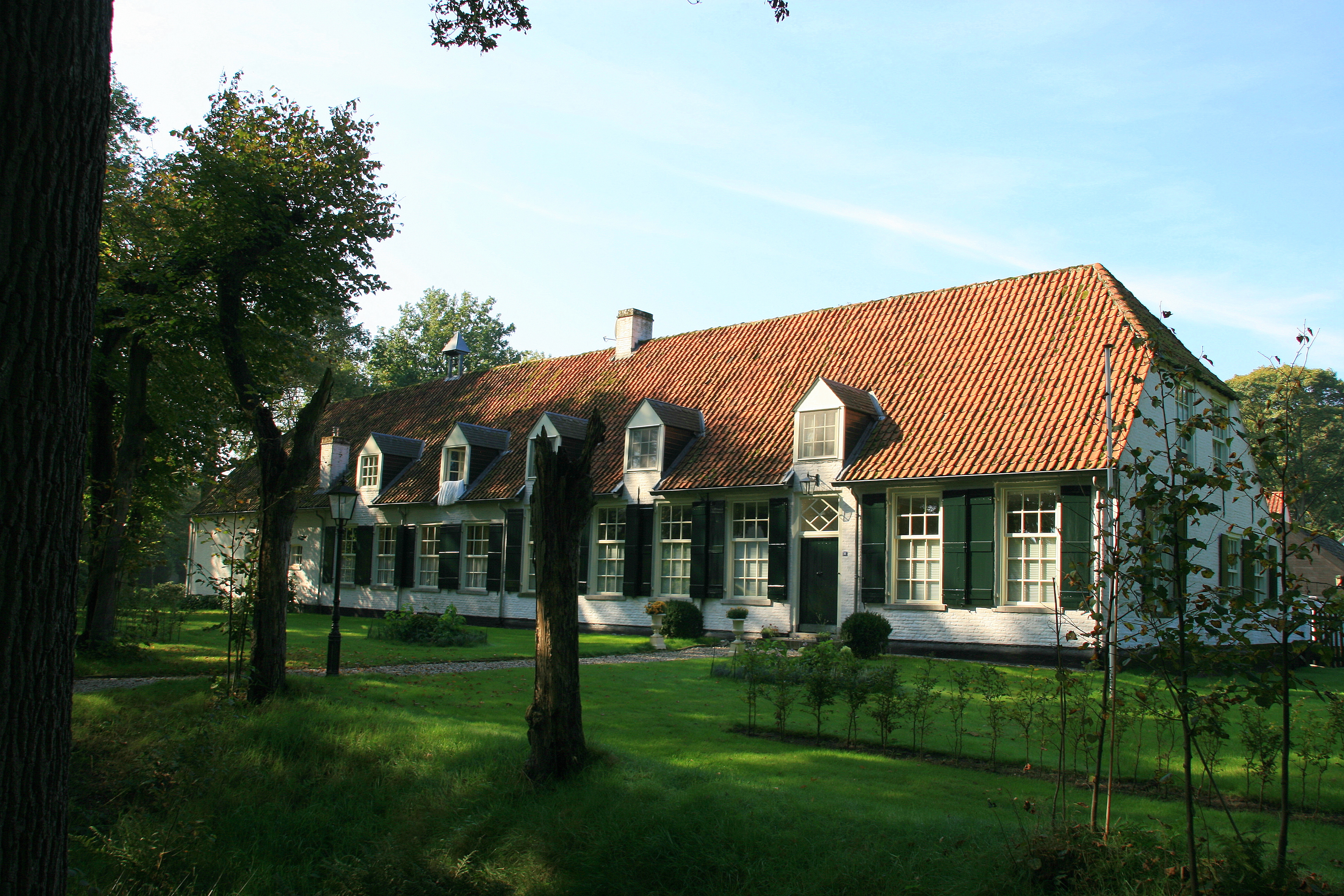
Heuf 16 Huis Ossenbroek
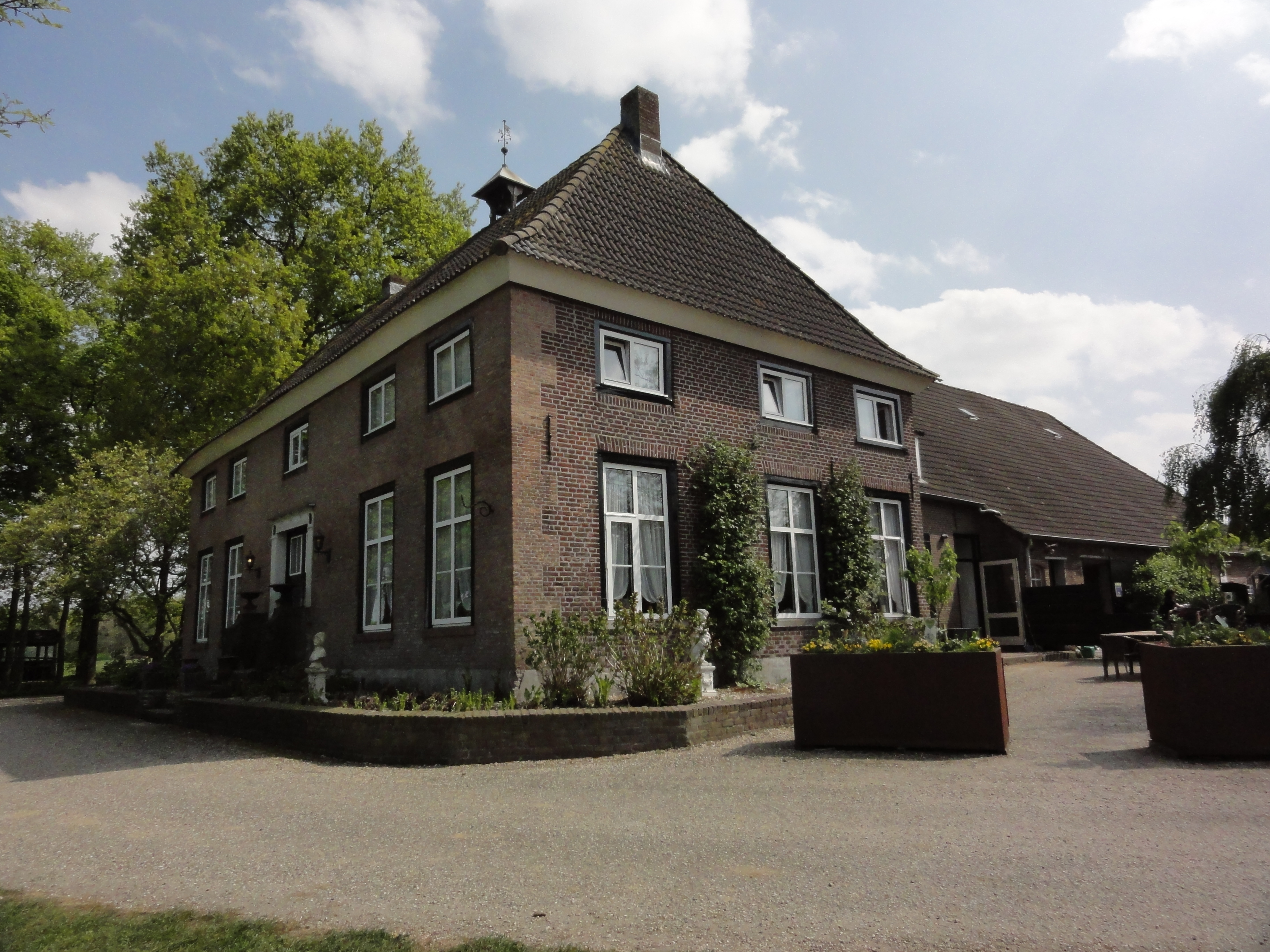
Huis van Landgoed de Barendonk
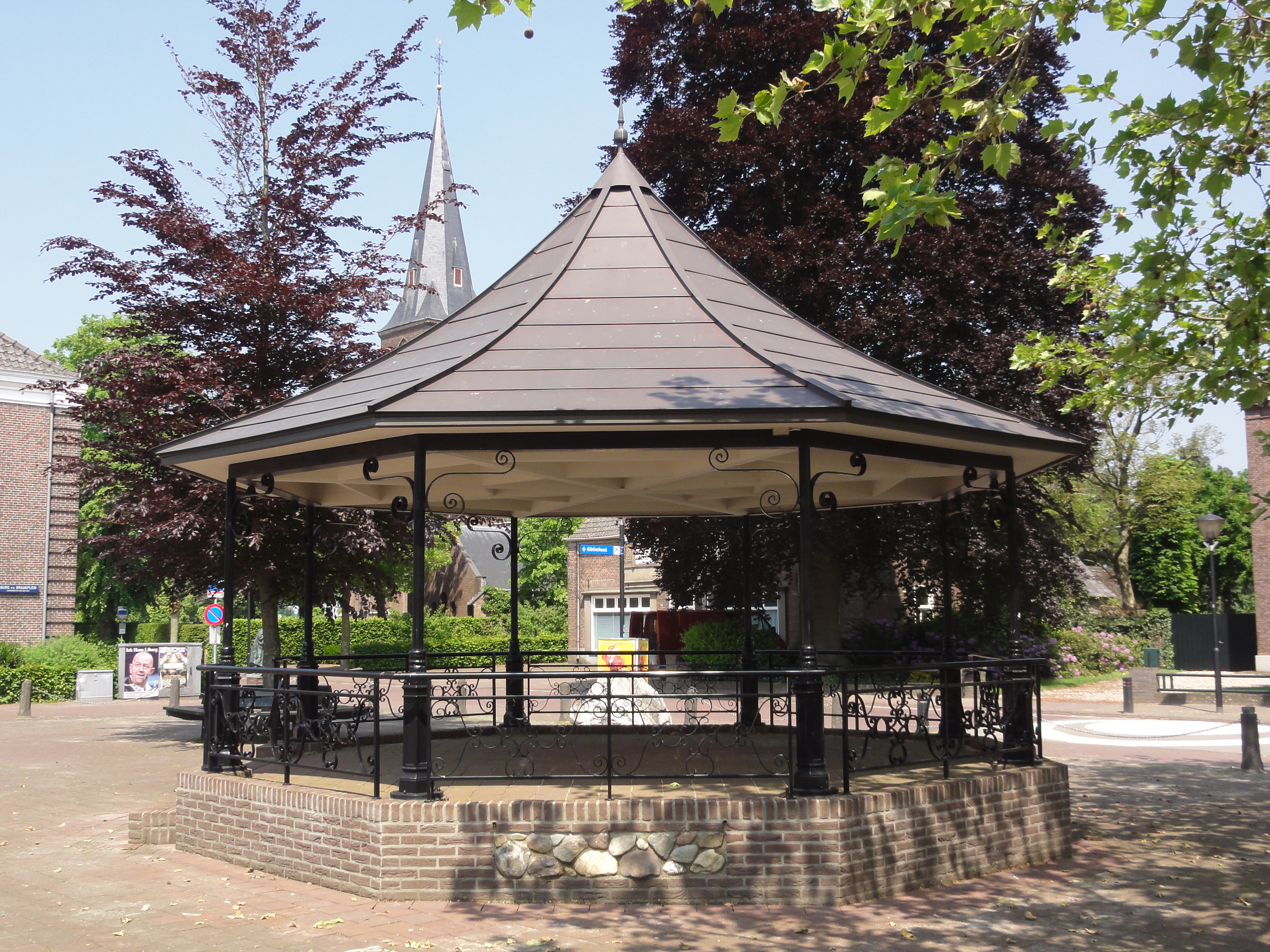
Muziekkiosk
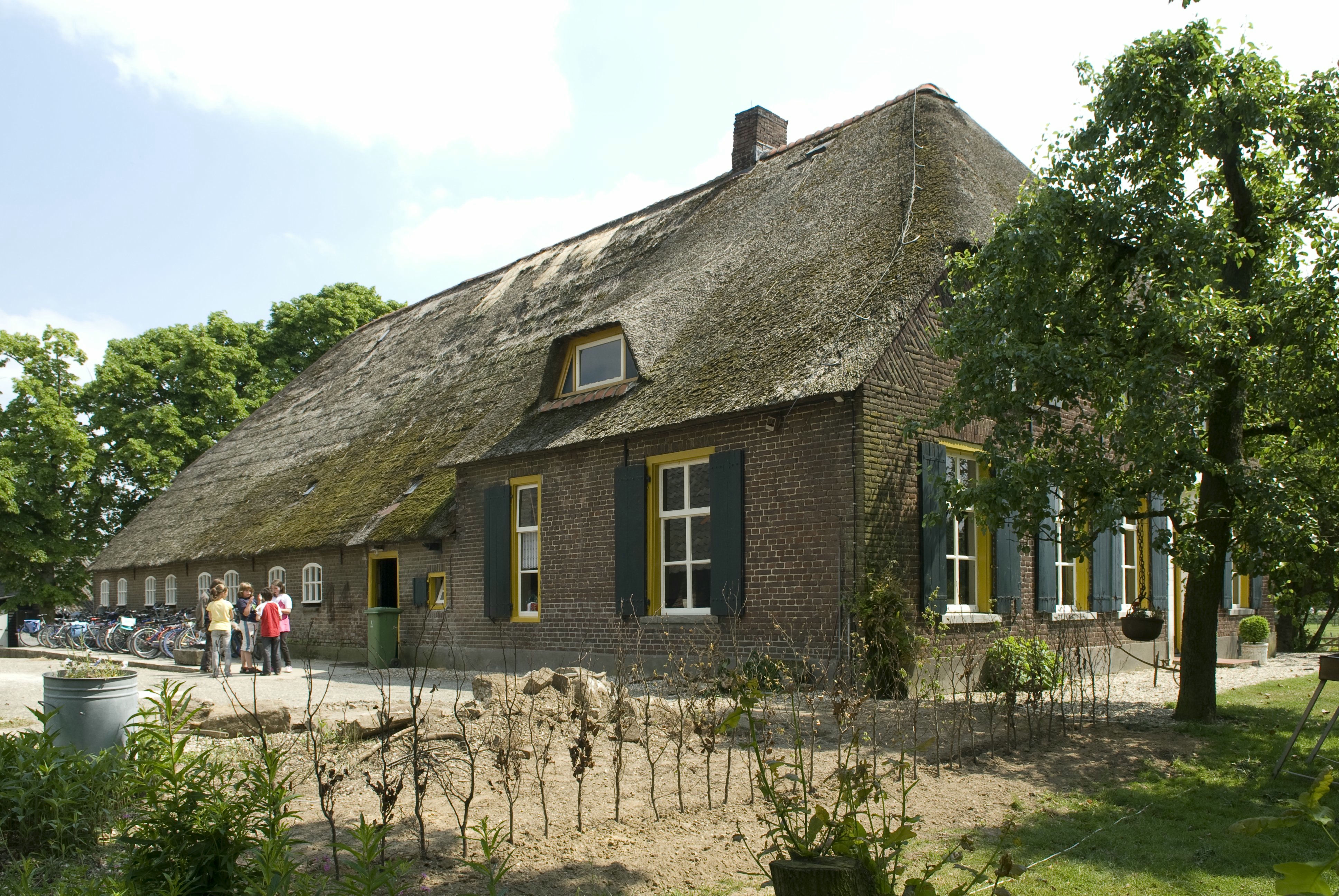
Broekkant 11
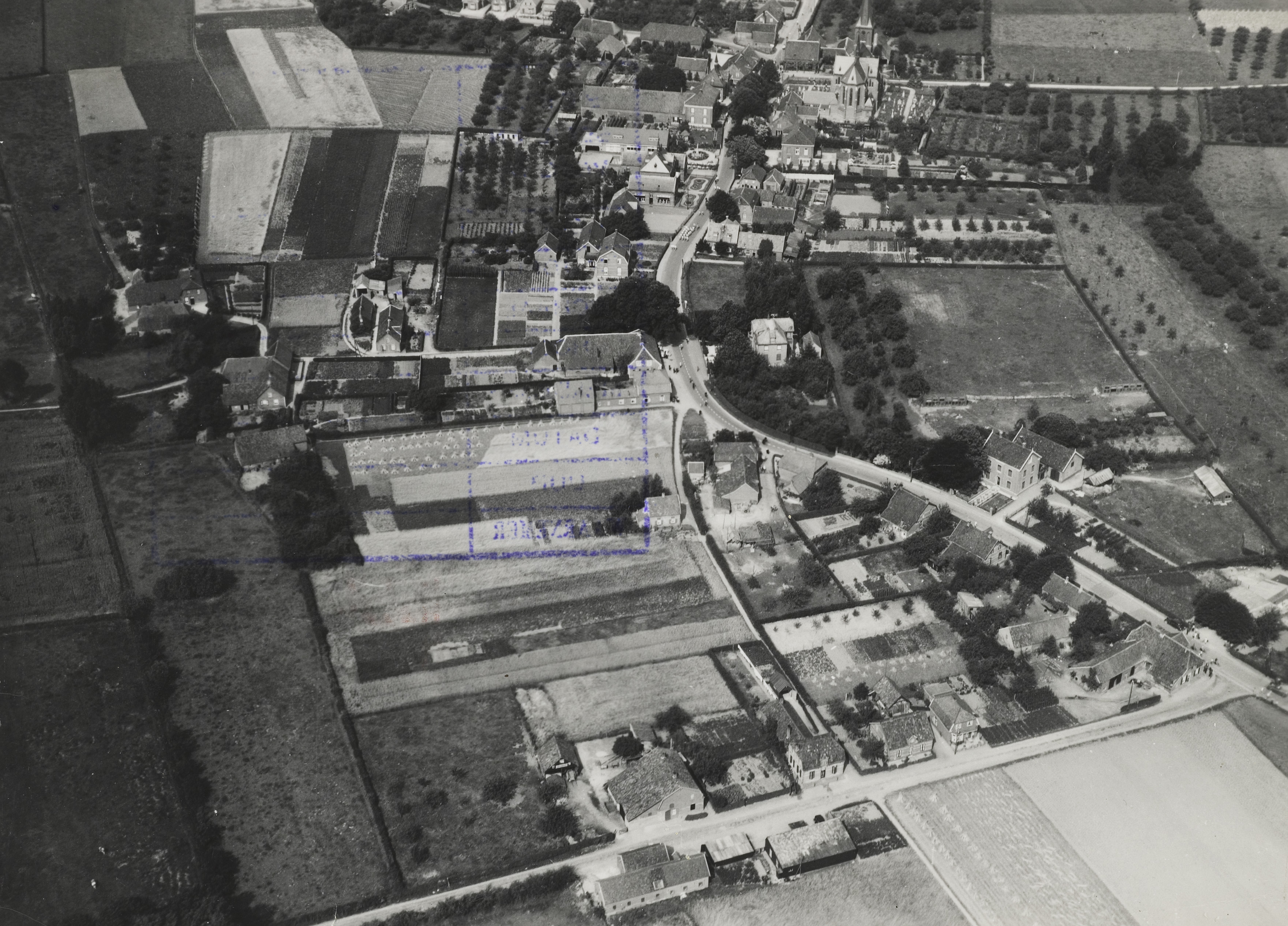
Luchtfoto (ongeveer 1920-1940)
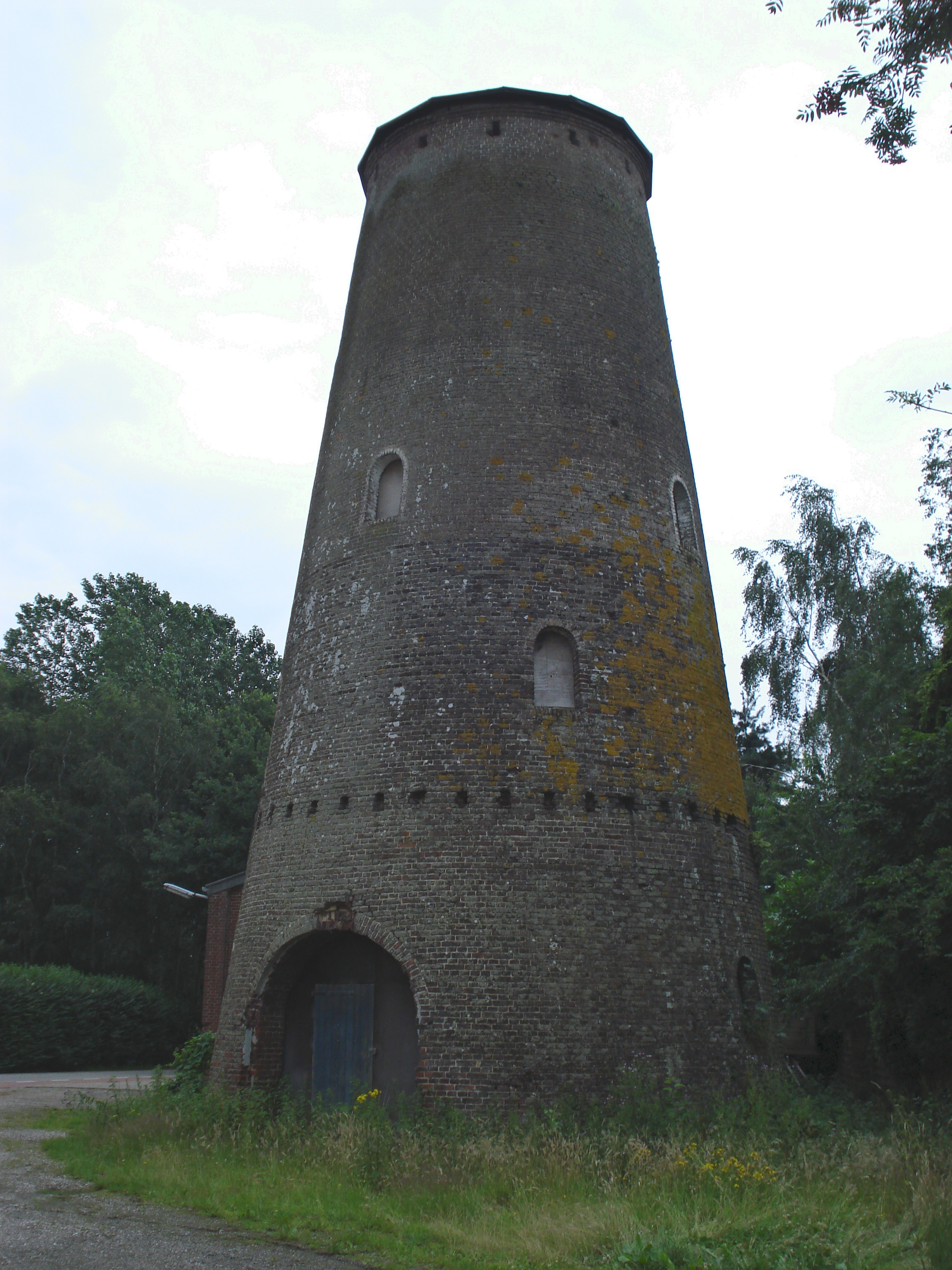
Molenstomp De Hoop